# Alexander Beer

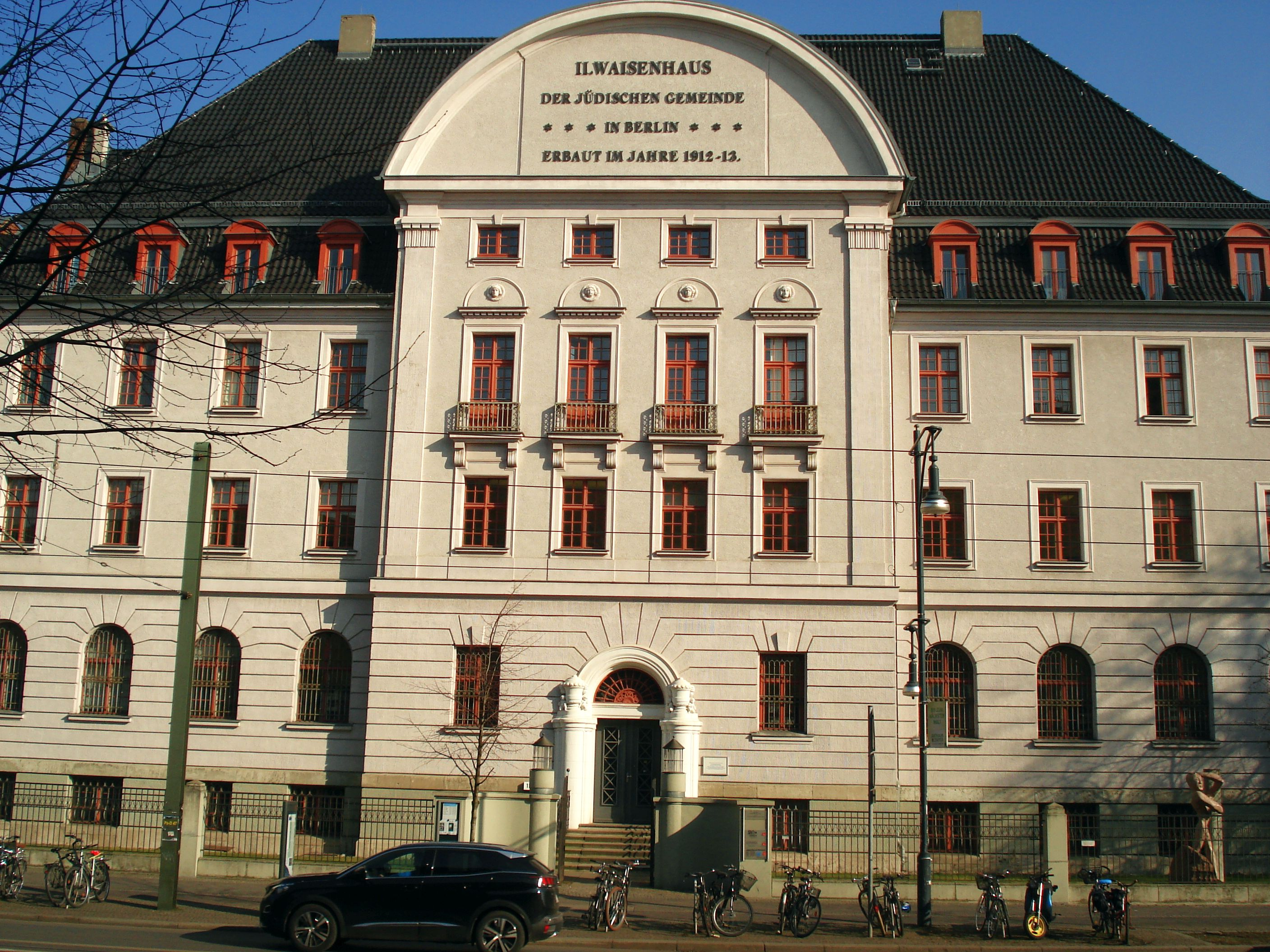
Alexander projetou um orfanato judeu, construído em 1912-13. Localizado em Berlim, hoje é uma biblioteca.

Alexander Beer (Czarne, 10 de setembro de 1873 – Terezín, 8 de maio de 1944) foi um arquiteto alemão. Se destacou por suas obras para a comunidade judaica em Berlim.

## Biografia
Alexander nasceu em Hammerstein (Czarne), na Prússia Ocidental. Ele estudou em Berlim e Darmstadt. Seu primeiro emprego foi em Mainz, onde restaurou e recondicionou prédios governamentais para o estado de Hesse como Grossherzoglicher Regierungsbaumeister (arquiteto-chefe governamental do grão-ducado, documentado em 2 de dezembro de 1905). Após sérios problemas de financiamento e o subsequente colapso do programa de construção de Hesse, e possivelmente também por ele ser judeu, Beer não conseguiu encontrar promoção nessa posição. Ele manteve o status de funcionário público por toda a vida, até finalmente deixar o cargo para assumir a função de Gemeindebaumeister (arquiteto-chefe da comunidade), oferecido a ele pela comunidade judaica em Berlim.

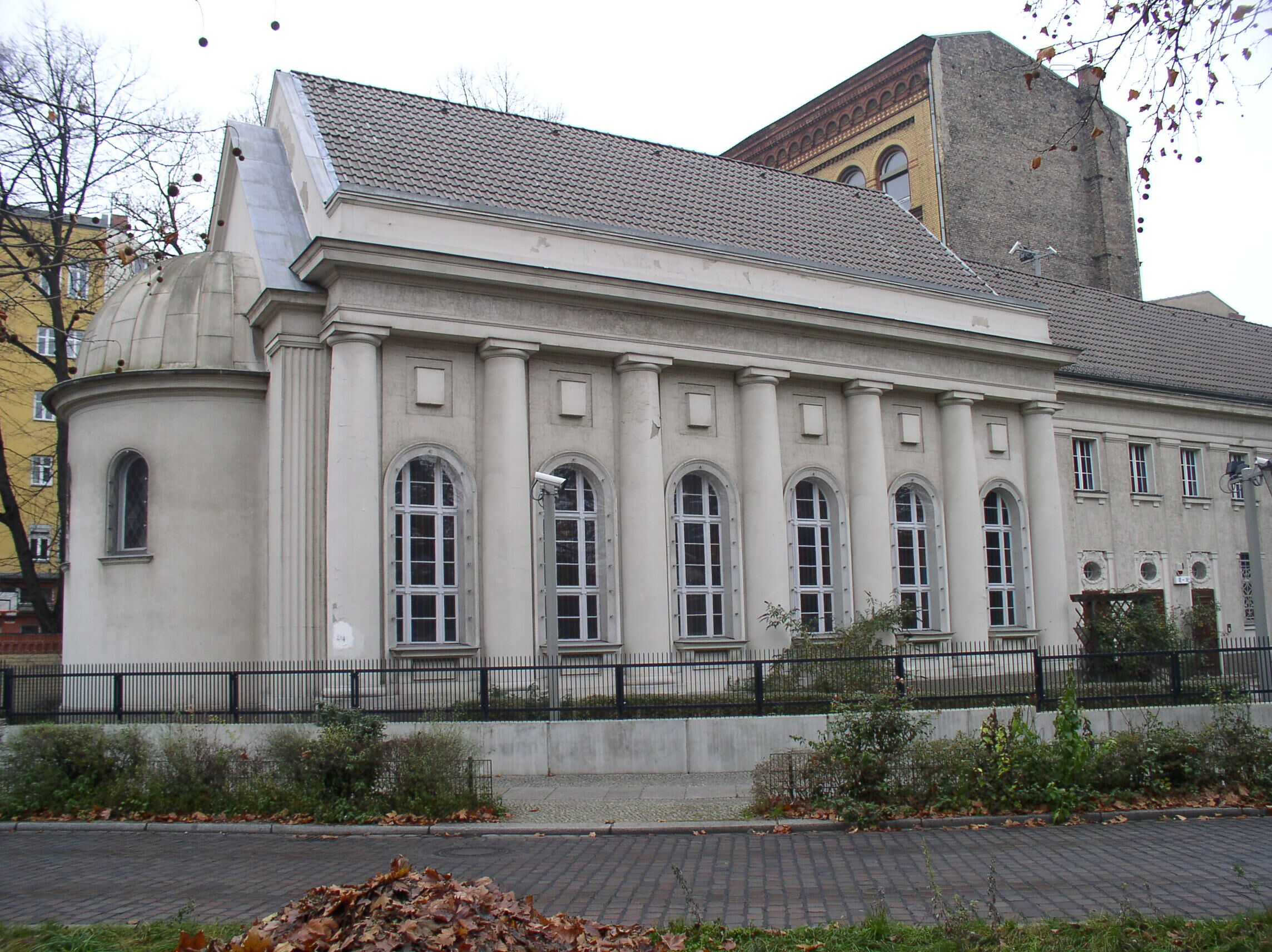
Uma sinagoga ortodoxa projetada por Alexander Beer.

Entre os trabalhos que Alexander criou durante seu emprego, todos na capital alemã, estão:
- Um grande orfanato judeu em Pankow (1913);
- Uma sinagoga ortodoxa em Kreuzberg (1913–16);
- Um memorial para os 395 soldados judeus berlinenses mortos na Primeira Guerra Mundial no cemitério judeu em Weissensee (1924-1927);
- Uma escola para meninas em Mitte[2];
- Uma sinagoga liberal em Wilmersdorf (1928–30)[3];
- Um lar judeu para idosos em Schmargendorf (1929-31).

A sinagoga em Wilmersdorf e o lar pra idosos são consideradas suas obras mais importantes. Outros trabalhos menores foram a reconstrução, reforma e manutenção de vários edifícios pertencentes à Comunidade Judaica de Berlim.
Todas as obras de Beer foram seriamente danificadas durante o período nazista na Alemanha. O vandalismo mais dramático foi o incêndio da sinagoga de Prinzregentenstrasse em Wilmersdorf, durante a Noite dos Cristais entre 9 e 10 de novembro de 1938. Antes de ser deportado, os nazistas obrigaram Alexander a transformar os restos da sinagoga incendiada em um celeiro. Na atualidade uma placa em Prinzregentenstr relembra a sinagoga destruída. Desde 2000, alguns outros edifícios de Alexander Beer foram restaurados, principalmente com financiamento privado.
O lar judeu para os idosos em Schmargendorf, com seu grande pátio interno, foi tomado pela SS em 1941 e usado como um centro de comando de contra-inteligência, e todos os habitantes restantes e funcionários foram deportados e assassinados. Entre 1945 e 1954, o edifício foi usado como quartel antitanque britânico e também como cassino de um oficial. Uma grande reforma ocorreu entre 1954 e 1956. Depois disso, o antigo lar de idosos pertenceu ao Hospital Wilmersdorf. Após o fechamento do hospital em 1982, o local foi usado para hospital Max-Bürger-Krankenhaus, que mais tarde foi renomeado para Max-Bürger-Zentrum MBZ. O edifício de Alexander Beer serviu como hospital geriátrico até o início dos anos 2000. O local foi completamente modernizado entre 2009 e 2011 e hoje serve como uma instalação de enfermagem geriátrica.
Alexander Beer casou-se com Alice Fanny Davidsohn em 8 de agosto de 1924. Os dois tiveram uma filha, Beate Hammett, nascida em 9 de maio de 1929. Alice morreu de câncer em 5 de novembro de 1941. Em 17 de março de 1943, Alexander foi enviado para o campo de concentração de Theresienstadt, em Terezín, na atual República Tcheca, onde morreu em 8 de maio de 1944, provavelmente devido à fome. Sua filha Beate foi salva por um transporte de crianças em 1939, escapando para a Grã-Bretanha, e vive hoje em Sydney, na Austrália.